# Авангард (Запорожская область)
Авангард (укр. Авангард) — село,
Белорецкий сельский совет,
Весёловский район,
Запорожская область,
Украина.
Код КОАТУУ — 2321280502. Население по переписи 2001 года составляло 107 человек.

## Географическое положение
Село Авангард находится на расстоянии в 7,5 км от села Малая Михайловка.
По селу протекает пересыхающий ручей с запрудой.